# Cumpla su deseo con CRAV
Cumpla su deseo con CRAV era un concurso televisivo emitido entre 1965 y 1969 por Canal 13 y entre 1970 y 1971 por Canal 9. El programa era la versión televisiva del concurso radial del mismo nombre, emitido por Radio Minería, y desde el momento en que surge la versión de Canal 13, el concurso comenzó a ser transmitido de manera simultánea por radio y televisión.
Tanto la versión radial como televisiva poseían el mismo presentador (Mario Céspedes) y locutor (Juan Carlos Coronado hasta 1965, y Cecilia Páez desde dicho año). La sigla CRAV que estaba incluida en el nombre del programa se debía a la Compañía de Refinería de Azúcar de Viña del Mar, que era el auspiciador del concurso.
El concurso consistía en responder correctamente una serie de preguntas acerca del tema que había seleccionado el participante. Algunos de los temas que estuvieron presentes en el concurso fueron: "Historia de Chile", "Música clásica", "Isla de Pascua", "Memoria auditiva de las óperas de Puccini", etc.
El premio máximo de Cumpla su deseo con CRAV fue variando a lo largo de los años, debido a la inestable situación económica que vivía Chile; en 1965 el premio mayor era de 2000 escudos, mientras que en 1969 el monto ascendía a 10 000 escudos. La última emisión del programa en Canal 9 se realizó el 11 de enero de 1971, siendo sus presentadores Mario Céspedes y Clara Cortés.